# Saneczkarstwo na Zimowych Igrzyskach Olimpijskich 1964 – dwójki mężczyzn
Dwójki mężczyzn – jedna z konkurencji saneczkarstwa rozgrywana podczas Zimowych Igrzyskach Olimpijskich w Grenoble.
Pierwszymi w historii mistrzami olimpijskimi zostali reprezentanci Austrii Josef Feistmantl i Manfred Stengl. Srebro wywalczyli ich rodacy Reinhold Senn i Helmut Thaler, a na najniższym stopniu podium stanęli Walter Außerdorfer i  Sigisfredo Mair z Włoch.

## Terminarz
| Data     | Konkurencja |
| -------- | ----------- |
| 5 lutego | 1. ślizg    |
| 5 lutego | 2. ślizg    |

## Wyniki
| Poz. | Zawodnicy                               | Reprezentacja     | 1. ślizg | 1. ślizg | 2. ślizg | 2. ślizg | Suma    | Strata |
| Poz. | Zawodnicy                               | Reprezentacja     | Czas     | Poz.     | Czas     | Poz.     | Suma    | Strata |
| ---- | --------------------------------------- | ----------------- | -------- | -------- | -------- | -------- | ------- | ------ |
| 1.   | Josef Feistmantl Manfred Stengl         | Austria           | 50,57    | 1.       | 51,05    | 2.       | 1:41,62 | -      |
| 2.   | Reinhold Senn Helmut Thaler             | Austria           | 51,02    | 2.       | 50,89    | 1.       | 1:41,91 | +0,29  |
| 3.   | Walter Außerdorfer Sigisfredo Mair      | Włochy            | 51,40    | 4.       | 51,47    | 3.       | 1:42,87 | +1,25  |
| 4.   | Walter Eggert Helmut Vollprecht         | Niemcy            | 51,27    | 3.       | 51,81    | 4.       | 1:43,08 | +1,46  |
| 5.   | Giampaolo Ambrosi Giovanni Graber       | Włochy            | 51,54    | 5.       | 52,23    | 6.       | 1:43,77 | +2,15  |
| 5.   | Lucjan Kudzia Ryszard Pędrak            | Polska            | 51,95    | 6.       | 51,82    | 5.       | 1:43,77 | +2,15  |
| 7.   | Edward Fender Mieczysław Pawełkiewicz   | Polska            | 52,60    | 9.       | 52,53    | 7.       | 1:45,13 | +3,51  |
| 8.   | Jan Hamřík Jiří Hujer                   | Czechosłowacja    | 52,75    | 10.      | 52,66    | 8.       | 1:45,41 | +3,79  |
| 9.   | Beat Häsler Arnold Gartmann             | Szwajcaria        | 53,78    | 12.      | 53,31    | 9.       | 1:47,09 | +5,47  |
| 10.  | Christian Hallén-Paulsen Jan-Axel Strøm | Norwegia          | 52,52    | 8.       | 55,30    | 11.      | 1:47,82 | +6,20  |
| 11.  | Emil Egli Hansruedi Roth                | Szwajcaria        | 54,88    | 13.      | 55,20    | 10.      | 1:50,08 | +8,46  |
| 12.  | Horst Urban Roland Urban                | Czechosłowacja    | 52,21    | 7.       | 1:19,49  | 13.      | 2:11,70 | +30,08 |
| 13.  | Ray Fales Nicholas Mastromatteo         | Stany Zjednoczone | 1:00,75  | 14.      | 1:11,18  | 12.      | 2:11,93 | +30,31 |
| DNS  | Thomas Köhler Klaus Bonsack             | Niemcy            | 53,13    | 11.      | DNS      | DNS      | DNS     | DNS    |
| DNF  | Jim Higgins Ron Walters                 | Stany Zjednoczone | DNF      | DNF      | DNF      | DNF      | DNF     | DNF    |